# Herlies
Herlies är en kommun i departementet Nord i regionen Hauts-de-France i norra Frankrike. Kommunen ligger i kantonen La Bassée som tillhör arrondissementet Lille. År 2022 hade Herlies 2 288 invånare.

## Befolkningsutveckling
Antalet invånare i kommunen Herlies
| Referens: INSEE |